# 平林佐和子
平林佐和子是日本的小說家、腳本家。東京都出身。是小山高生腳本家集團的一員。2007年發表的PSP遊戲涼宮春日的約定腳本設定。

## 參加作品
電視動畫
- 空罐少女！
- 屍鬼
- 緋彈的亞莉亞
- 少年同盟
- 翡翠森林狼與羊～秘密的朋友～
- 影子籃球員
- 鄰座的怪同學
- 我不受歡迎，怎麼想都是你們的錯！
- 蘿球社！SS
- Oreca Battle
- 狼少女和黑王子（系列構成）
- HUNDRED百武裝戰記
- Healin' Good ♥ 光之美少女
- Love Live! 虹咲學園學園偶像同好會
- 我立於百萬生命之上
- 堀與宮村

遊戲
- 涼宮春日的約定
- TIGER×DRAGON！

ＣＤ Ｄｒａｍａ
- 電視動畫『初戀限定。』

　角色CD Vol.1　江本慧＆土橋理香
- 電視動畫『初戀限定。』

　角色CD Vol.３　別所小宵＆千倉名央
- 電視動畫『初恋限定。』

　角色CD Vol.４　有原步＆安藤素亞子
小說
- 美少女戦隊デュエルーゼ
- 美少女戦隊デュエルーゼ　スカーレット・ソルジャー・ソリテュード
- 小説 初戀限定。
- SKET DANCE extra dance1　真說！學園七不思議
- SKET DANCE extra dance2 生徒会の事件簿～クック・シェル事件～
- 黑子的篮球 -Replace I-
- 黑子的篮球 -Replace II- 奇蹟的學園祭
- 黑子的篮球 -Replace III- 一個夏天的奇蹟
- 黑子的篮球 -Replace IV- 1/6的奇蹟
- 黑子的篮球 -Replace V- 我們的不規則王牌

朗讀劇
- 電撃文庫　秋冬の陣　de　デュラララヴァーズ　in中野

　ミニドラマ　『聖地巡礼』

## 外部連結
- （日語） ぶらざあのっぽ官方網站 （页面存档备份，存于）